# Jurinčič
Jurinčič je priimek v Sloveniji, ki ga je po podatkih Statističnega urada Republike Slovenije na dan 1. januarja 2010  uporabljalo 92 oseb.

## Znani nosilci priimka
- Edelman Jurinčič (*1952), pesnik in pisatelj
- Fulvio Jurinčič, dirigent v zamejstvu
- Igor Jurinčič, prof. Univ. na Primorskem ("Turistika")
- Janoš Jurinčič (*1990), kitarist (Trst)
- Patrizia Jurinčič Finžgar (*1990), gledališka igralka in režiserka